# Єврейські мови
Євре́йські мо́ви — загальна назва мов євреїв.

## Афроазійські мови
- Іврит — мова з групи семітських; державна мова в Ізраїлі. Діалекти: ашкеназі (європейський іврит), сефарді (піренейський іврит), мізрахі (східний іврит), єменіт (єменський іврит), самаритянський іврит.
  - Давньоєврейська мова (Біблійний іврит, Класичний іврит) (мертва мова)
  - Мішнайська єврейська мова
  - Середньовічна єврейська мова (мертва мова)
- Арамейська мова — мова семітських племен Передньої Азії. Стала міжнародною мовою в Перській державі з 6 століття до н. е.
  - Біблійна арамейська мова (мертва мова)
  - Таргум
  - Вавилонська арамейська (мертва мова)
  - Барзанська мова
  - Хулаула (південнокурдистанська єврейська арамейська мова)
  - Лішана дені (сучасна арамейська мова)
  - Лішан дідан (урмійська єврейсько-арамейська мова)
  - Лішанід ношан
  - Бетанурська єврейсько-арамейська мова
  - Самаритянська арамейська мова (мертва мова)
- Амхарська мова — державна мова в Ефіопії, на неї розмовляють ефіопські євреї.
- Арабська мова
  - Єврейсько-іракська мова
  - Єврейсько-марокканська мова
  - Єврейсько-триполітанська мова (єврейсько-лівійська)
  - Єврейсько-туніська мова
  - Єврейсько-єменська мова
- Кушитські мови
  - Кайла
  - Квара
- Берберські мови
  - Єврейсько-берберська мова

## Індоєвропейські мови

### Германські мови

#### Єврейсько-германські мови
- Їдиш — мова з групи германських мов, якою користуються переважно євреї ашкеназі (центрально- та східноєвропейські євреї). Діалекти: східний, західний, литовський, польський, український, галицький, шотландський, голландський, клезмер-лошн, ґановім-лошн, балаґоле-лошн, кацовес-лошн, сабесдікер-лошн, юдендойч, лахоудіш.
- Англійська мова
  - Єшивська англійська
  - Їнґліш
  - Гебліш (Геґбліш, Енґбрю)

### Єврейсько-романські мови
- Ладіно (Сефардська мова) — мова сефардів. Відноситься до іберо-романської підгрупи романських мов.
- Єврейсько-каталанська мова (мертва мова)
- Єврейсько-італійська мова
- Єврейсько-провансальська мова (мертва мова)
- Єврейсько-п'ємонтська мова (мертва мова)
- Єврейсько-португальська мова (мертва мова)
- Єврейсько-французька мова (мертва мова)
- Єврейсько-арагонська мова (мертва мова)
- Хакетія (єврейсько-марокканська романська мова)
- Єврейсько-латинська (мертва мова)

### Індоіранські мови

#### Єврейсько-іранські мови
- Бухорі (єврейсько-таджицька мова)
- Джухорі (гірсько-єврейська мова)
- Джіді (єврейсько-іранська мова)
- Татська мова
- Єврейсько-хамаданська мова
- Єврейсько-ширазька мова
- Єврейсько-ісфаханська мова
- Єврейсько-курдська мова
- Єврейсько-єзидська мова
- Єврейсько-керманська мова
- Єврейсько-кашанська мова
- Єврейсько-боруджердійська мова
- Єврейсько-хунсарська мова
- Єврейсько-голпаєганська мова
- Єврейсько-нехевандська мова

#### Індоарійські мови
- Єврейський діалект Маратхі

### Грецькі мови
- Єванська (єврейсько-грецька мова) (мертва мова)

### Слов'янські мови
- Кнааніт ( єврейсько-слов'янські діалекти та регістри Середньовіччя), Кенааніт, Хааніт, Qna'anith; самоназв. Lešoneynu «наша мова» — назва кількох діалектів та регістрів слов'янських мов, на яких говорили євреї, які жили за середньовіччя в слов'янських країнах (мертва мова)

## Алтайські мови

### Тюркські мови
- Кримчацька мова — мова кримчаків, належить до кипчацько-половецької підгрупи тюркських мов. У сучасній розмовній мові та писемному мовленні багато елементів, що споріднюють цю мову з огузькими.
- Караїмська мова — мова караїмів, належить до кипчацько-половецької підгрупи кипчацької групи тюркських мов.
- Хозарська мова (мертва мова)

## Кавказькі мови

### Картвельські мови
- Єврейсько-грузинська мова

## Дравідійські мови
- Єврейсько-малаямська